# 持久霉素
持久霉素（也称为持久杀菌素、持久双杀霉素）是一种含氮有机化合物，化学式C
6H
12N
4O
2，属于一种非蛋白胺基酸，是精氨酸的成环产物。